# Enghave Brygge (metrostation)
Enghave Brygge is een ondergronds metrostation in de Deense hoofdstad Kopenhagen. Het ligt aan de Sydhavnslinje die op 22 juni 2024 werd geopend.
København Syd  · Mozarts Plads · Sluseholmen · Enghave Brygge · Havneholmen · København H   · Rådhuspladsen · Gammel Strand · Kongens Nytorv · Marmorkirken · Østerport   · Nordhavn  · Orientkaj